# Irwin Belk Track and Field Center/Transamerica Field
Le Irwin Belk Track and Field Center/Transamerica Field, est un stade omnisports américain (servant principalement pour le soccer) situé dans la ville de Charlotte, en Caroline du Nord.
Le stade, doté de 4 000 places, sert d'enceinte à domicile pour l'équipe universitaire de crosse, de soccer masculine et féminine de l'Université de Caroline du Nord à Charlotte des 49ers de Charlotte.

## Histoire
Le stade porte le nom de l'homme d'affaires et philanthrope Irwin Belk, qui donna les statues de sportifs ornant le stade,,.
Avec une surface de 975 mètres carrés (y compris les bureaux des entraîneurs, les vestiaires et une salle d'accueil dans le pavillon nord), l'installation comprend une piste d'athlétisme à huit voies avec une surface en polyuréthane. Les toilettes publiques, les concessions et la salle de presse se trouvent dans le pavillon sud. Le pavillon central contient les guichets et le mur des champions.
Sur le terrain d'athlétisme peut se pratiquer le saut à la perche, le saut en longueur et le triple saut. Le terrain est quant à lui utilisé par les équipes de soccer des Charlotte 49ers (il fut également un temps envisagé de servir de stade à domicile pour l'équipe de football américain de l'équipe, le projet étant par la suite abandonné pour des raisons de coût et de logistique).
Le stade a accueilli de nombreuses compétitions sportives de la Conference USA et de l'Atlantic 10 Conference. L'équipe de soccer des Charlotte Eagles s'est un temps servi du stade pour ses matchs à domicile entre 2001 et 2002.

## Galerie

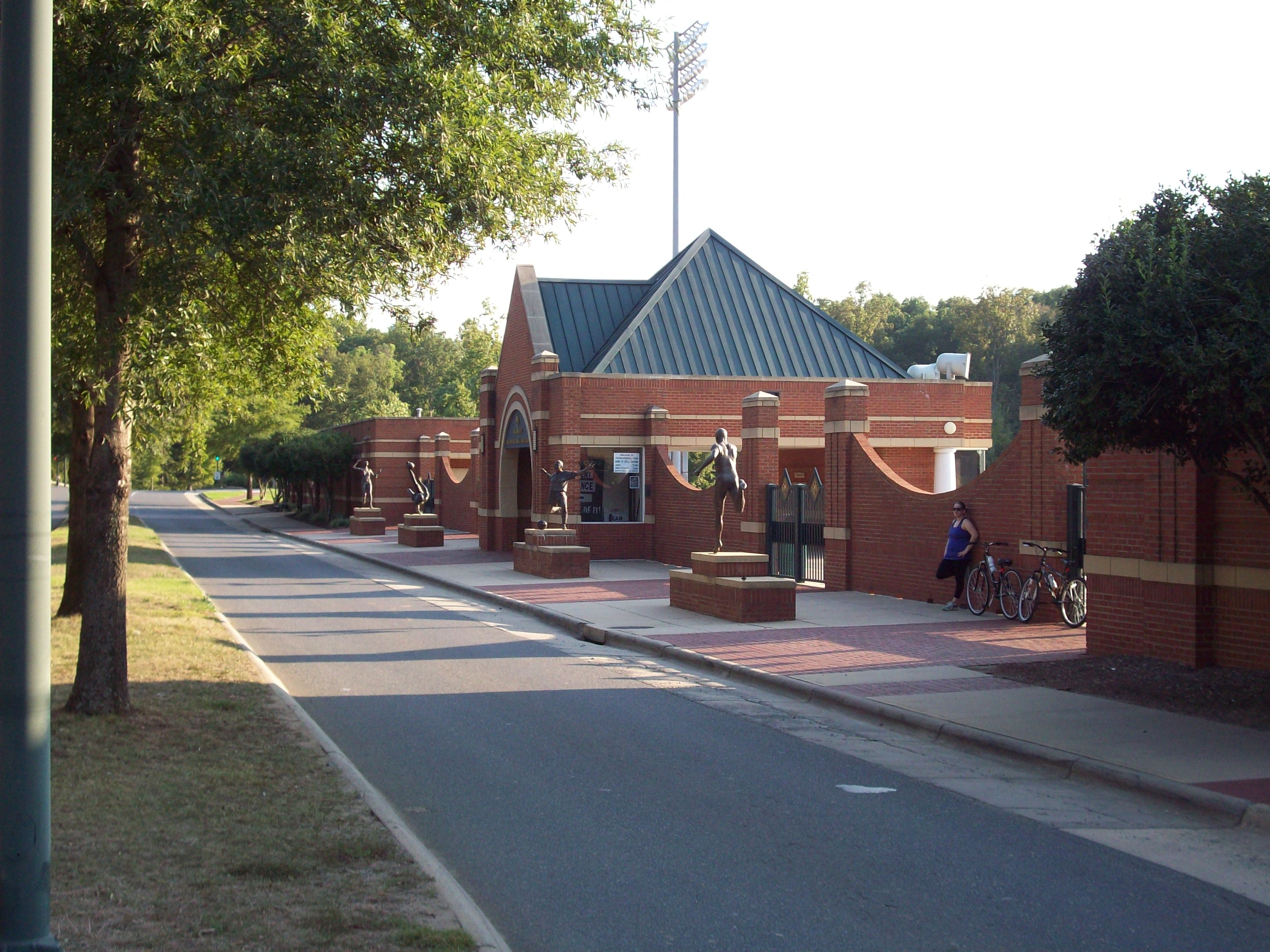
Entrée de devant
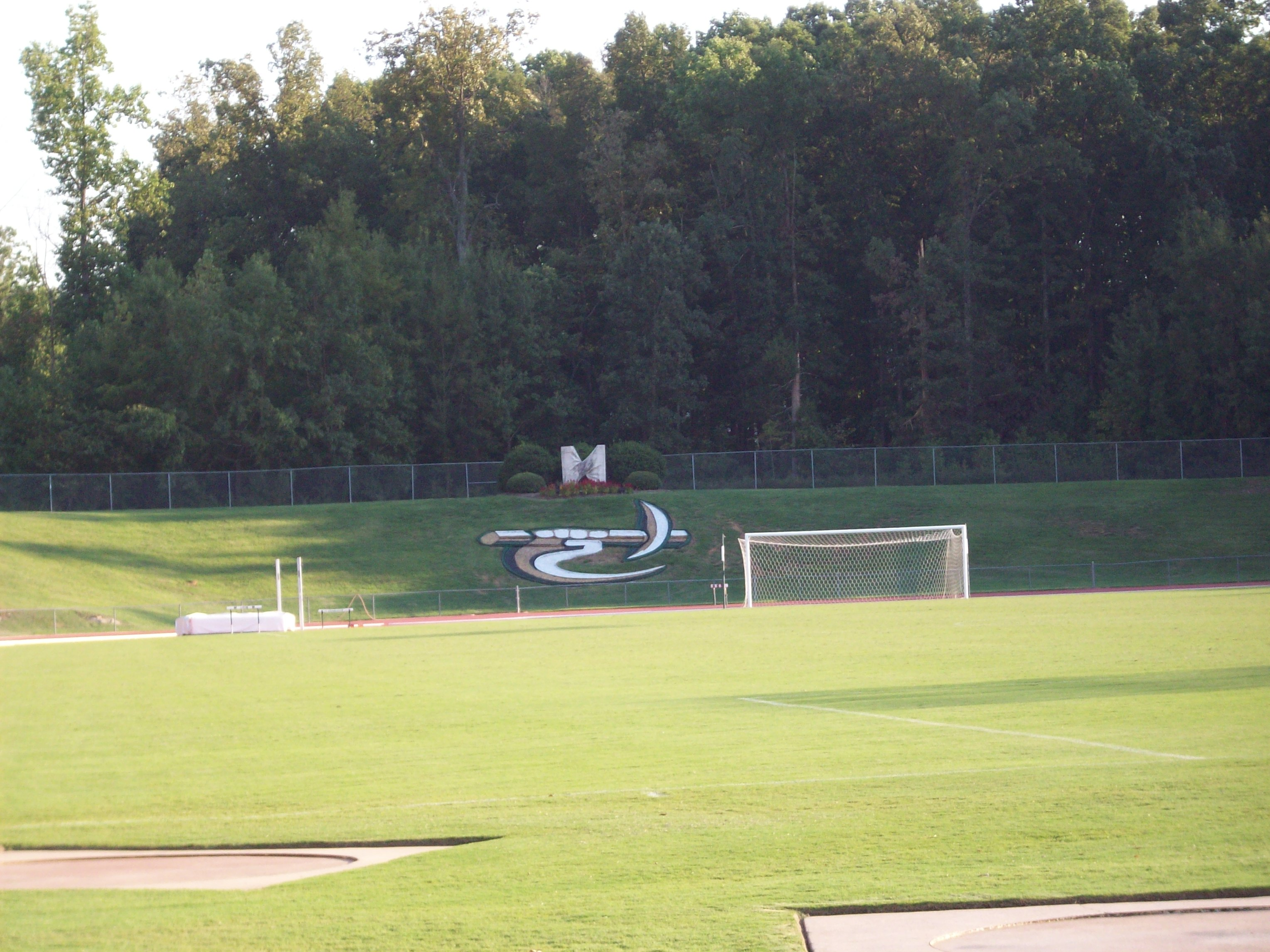
Vue du fond du terrain